# Noel Streatfeild
Mary Noel Streatfeild (* 24. Dezember 1895 in Sussex, Großbritannien; † 11. September 1986) war eine britische Schriftstellerin.

## Leben
Streatfeild wurde in Sussex 1895 in England geboren. Sie kam als zweite von drei Töchtern des Ortspfarrers zur Welt. Ihr Leben ist in drei halbbiographischen Novellen beschrieben: A Vicarage Family, Away from the Vicarage und Beyond the Vicarage. Noel galt unter den Geschwistern als "hässlich", war aber im Auftreten die Zuvorkommendste. Mit Beginn des Erwachsenenalters träumte sie von einer Karriere in einem Theater und sammelte zehn Jahre lang als Schauspielerin Erfahrungen in den Schauspieltruppen Charles Doran und Arthur Bourchier. Ihre Verbundenheit mit der Bühne war die Grundlage ihrer bekannten Kinderbücher, die oft von den Kämpfen handelten, eine Karriere in den Schönen Künsten zu starten. Die Londoner Weekend Television produzierte eine sechsteilige Serie von "The Growing Summer" mit Wendy Hiller als Tante Dymphna. Die Serie wurde in Bantry House, in Ahakista und in der Nähe von Kilcrohane gedreht.
Ihr bekanntestes Kinderbuch blieb Ballet Shoes (1936), das im Jahr der Veröffentlichung für die Carnegie-Medaille nominiert wurde, die Streatfeild 1938 schließlich für ihr The Circus Is Coming erhielt.
Dieses Buch wurde im Film "e-m@il für Dich" mit Meg Ryan und Tom Hanks erwähnt, als die Buchhändlerin Kathleen Kelly (Meg Ryan) traurig in einer anderen Buchhandlung sitzt und merkt, dass der Buchhändler dort "die Schuhbücher" von Noel Streatfeild nicht kennt.
Nur wenige Bücher der Autorin wurden ins Deutsche übersetzt.

## Werke
- Ballet Shoes. Dt. Ballettschuhe. Drei Kinder auf der Bühne. Übersetzt von Irmela Brender. Carlsen, 2009.
- Ballet Shoes for Anna
- Dancing Shoes
- Party Shoes
- The House in Cornwall[1], introduced by Lucy Mangan, London : Manderley Press, 2024, ISBN 978-1-9196421-6-1; in den USA veröffentlicht als The Secret Of The Lodge (1940)
- Circus Shoes; dt. Zirkusschuhe, übersetzt von Irmela Brender. Carlsen, 2010
- Theater Shoes; dt. Theaterschuhe, übersetzt von Birgit Schmitz. Carlsen, 2013
- When the Siren Wailed
- White Boots (auch unter Skating Shoes veröffentlicht)
- Tennis Shoes
- The Painted Garden (deutlich gekürzt und in Amerika unter Movie Shoes veröffentlicht); dt. Filmschuhe, übersetzt von Gerda Bean. Carlsen, 2012
- The Bell Family (auch unter Family Shoes veröffentlicht)
- Apple Bough (auch unter Traveling Shoes veröffentlicht), dt. Reiseschuhe, übersetzt von Gerda Bean. Carlsen, 2011
- The Family at Caldicott Place
- The Children on the Top Floor
- The Magic Summer (auch unter The Growing Summer veröffentlicht); dt. Überraschende Tage: ein Sommer voller Abenteuer für Alex, Penny, Robin und Naomi bei ihrer unwahrscheinlichen Tante in Irland. Übersetzt von M. Z. Thomas. Herder, 1972
- Queen Victoria
- Thursday's Child
- The "Gemma" series
- A Vicarage Family
- Away from the Vicarage
- Beyond the Vicarage
- The Years of Grace; dt. Die Jahre der Anmut: Junge Mädchen und ihre Welt